# Chiến tranh Ragamuffin
Chiến tranh Ragamuffin hay Cách mạng Ragamuffin (tiếng Bồ Đào Nha: Guerra dos Farrapos hay Revolução Farroupilha) là một cuộc nổi dậy của những người theo Chủ nghĩa Cộng hòa bắt đầu ở miền Nam Đế quốc Brasil, thuộc tỉnh (bang hiện tại) Rio Grande do Sul vào năm 1835. Quân nổi dậy do các tướng Bento Gonçalves da Silva và Antônio de Sousa Neto lãnh đạo với sự hỗ trợ của nhà cách mạng người Ý Giuseppe Garibaldi. Chiến tranh kết thúc với một thỏa thuận giữa hai bên được gọi là Hiệp ước Green Poncho (tiếng Bồ Đào Nha: Tratado de Poncho Verde) vào năm 1845.
Theo thời gian, cuộc cách mạng mang tính chất ly khai và ảnh hưởng đến các phong trào ly khai trên toàn Brasil như Cuộc nổi dậy Tự do ở São Paulo, Rio de Janeiro và Minas Gerais năm 1842, và Sabinada ở Bahia năm 1837.
Cuộc chiến được lấy cảm hứng từ Chiến tranh Cisplatina vừa kết thúc, duy trì mối liên hệ với cả các nhà lãnh đạo Uruguay cũng như các tỉnh độc lập của Argentina như Corrientes và Santa Fe. Nó thậm chí còn mở rộng đến bờ biển Brazil, ở Laguna, với sự tuyên bố thành lập của Cộng hòa Juliana và đến cao nguyên Santa Catarina của Lages.
Việc xóa bỏ chế độ nô lệ là một trong những yêu cầu của phong trào Farrapos. Nhiều nô lệ đã tập hợp và tổ chức thành những đội quân trong Chiến tranh Ragamuffin, trong đó nổi tiếng nhất là Black Lancers Troop, bị tử trận trong một cuộc tấn công bất ngờ năm 1844 được gọi là Trận Porongos.